# Gibbs Farm
Gibbs Farm ist ein in privater Hand befindlicher Skulpturenpark am südöstlichen Ufer des Kaipara Harbour auf der Nordinsel von Neuseeland.

## Geographie
Das rund 1000 Acres große Gelände befindet sich rund 10,5 km nördlich der Südspitze des Kaipara Harbour und rund 44 km nordnordwestlich der City von Auckland. Der Eingang zu dem Gelände, der zwischen den kleinen Siedlungen Araparera und Kakanui liegt, ist vom New Zealand State Highway 16 aus zu erreichen.

## Geschichte
1991 erwarb der neuseeländische Geschäftsmann Alan Gibbs das rund 400 Hektar große Areal und widmete sich damit eine für ihn neue Art des Kunstsammelns. Bis zu diesem Zeitpunkt hatten er und seine Frau Jenny Gibbs bereits über drei Jahrzehnte Kunstwerke gesammelt und sich dabei hauptsächlich für abstrakte und minimalistisch Kunst interessiert. Doch mit Gibbs Farm eröffneten sich für den Sammler und seine Frau neue Möglichkeiten, die sie ausschöpften und, nun für sie neu, Kunstwerke direkt in Auftrag gaben. Die so entstandenen, Stand 2023 29 Skulpturen neuseeländischer Künstler und Künstler aus Übersee, finden sich über das gesamte Gelände verteilt.

## Skulpturen
| P  | Jahr       | Titel des Kunstwerks                            | Material | Maße der Installation                                            | Künstler            |
| -- | ---------- | ----------------------------------------------- | --- | ---------------------------------------------------------------- | ------------------- |
| 01 | 2006       | Floating Island of Immortals                    | rostfreier Stahl | 4,8 m × 8,6 m                                                    | Zhan Wang           |
| 02 | 2014       | Tango Dancers                                   | Stahlprofile | 135 mm × 360 mm, 14,5 m hoch                                     | Marijke de Goey     |
| 03 | 1999/ 2001 | Te Tuhirangi Contour                            | 56 Stahlplatten | 252 m × 6 m × 50 mm                                              | Richard Serra       |
| 04 | 1999/ 2001 | Green and White Fence                           | grün und weiß gestrichene Pfähle                                                                                      | 4 m Interval auf 3,2 km Länge                                    | Daniel Buren        |
| 05 | 2017       | Sentinel                                        | 4 Betonstäbe | 0,8 m × 1 m × 15 m                                               | Andrew Rogers       |
| 06 | 1987       | Two Rectangles, Vertical Gyratory Up (V)        | rostfreier Stahl | 3,5 m – 8,13 m × 12,14 m                                         | George Rickey       |
| 07 | 1994       | Untitled (Red Square/Black Square)              | 4 Einheiten aus geschweißtem und lackiertem Stahl                                                                     | 4 m × 4 m × 5,7 m                                                | Richard Thompson    |
| 08 | 2005       | Easy K                                          | Aluminium und rostfreier Stahl                                                                                        | 6,5 m × 6,5 m × 32 m                                             | Kenneth Snelson     |
| 09 | 1999       | The Mermaid                                     | Geschweißtes und lackiertes Stahlrohr                                                                                 | 10 m × 3 m × 32 m                                                | Marijke de Goey     |
| 10 | 1997       | Pyramid (Keystone NZ)                           | Standard-Betonblöcke                                                                                                  | 7,75 m × 16 m                                                    | Sol LeWitt          |
| 11 | 1996       | Red Cloud Confrontation in Landscape            | 25 gegossene und lackierte Betonwürfel                                                                                | 17,5 m × 17,5 m                                                  | Leon van den Eijkel |
| 12 | 1994       | Horizons                                        | Geschweißter und lackierter Stahl                                                                                     | 15 m × 10 m × 36 m                                               | Neil Dawson         |
| 13 | 1996/ 1997 | Rakaia                                          | Eukalyptusholz aus lokaler Produktion, bemalt mit Timbacryl                                                           | 4 m × 5 m × 60 m                                                 | Peter Nicholls      |
| 14 | 2008       | Saddleblaze                                     | 100 LED-Einheiten mit unterschiedlichen Längen                                                                        | 1,1 km                                                           | Peter Roche         |
| 15 | 1994       | Sea/Sky Kaipara                                 | 4 dreiteilige Einheiten aus Edelstahl und Glas                                                                        | 2 m × 2,1 m × 25 m                                               | Graham Bennett      |
| 16 | 2009       | Dismemberment, Site 1                           | Weiches Stahlrohr und gespanntes Gewebe                                                                               | Westliches Ende 25 m × 8 m, östliches Ende 8 m ×25 m, Länge 85 m | Anish Kapoor        |
| 17 | 2003       | Wind Wand                                       | Rotes Glasfaserrohr                                                                                                   | Ø 200 mm × 45 m                                                  | Len Lye             |
| 18 | 1992       | Kaipara Strata                                  | Platten aus kristallinem Sandstein und Flussblöcken                                                                   | 4 m × 2,3 m × 5 m                                                | Chris Booth         |
| 19 | 1996       | Te Hemara                                       | 16 verzinkte Säulen mit Spurweite #8 rostfreier Drähte                                                                | 5 m × 3,6 m × 26 m                                               | Ralph Hotere        |
| 20 | 1990/ 1995 | Column of Four Squares Eccentric Gyratory (III) | 4 Quadrate aus rostfreiem Stahl                                                                                       | 9 m × 9 m × 15 m                                                 | George Rickey       |
| 21 | 1997       | Electrum (for Len Lye)                          | Teslaspule, Elektrode aus rostfreiem Stahl auf einem Glasfasersäulenträger auf einem Betonsockel mit schwarzem Granit | 3 m × 3 m × 14 m                                                 | Eric Orr            |
| 22 | 2008       | Mud Opera                                       | 3 Videoprojektionen im landschaftlichen Maßstab                                                                       |                                                                  | Tony Oursler        |
| 23 | 1996       | Kaipara Waka                                    | Gesteinsmaterial vom Standort                                                                                         | 4 m × 20 m                                                       | Bill Culbert        |
| 24 | 1996       | Light Column/Cabbage Tree                       | 9 Fackelbehälter aus Nylon auf einem Stahlgestell mit solarbetriebenem Batteriebeleuchtungssystem                     | 4,5 m × 1,25 m × 2,18 m                                          | Russell Moses       |
| 25 | 2005       | Arches                                          | Rosa Leadhill-Sandsteinblöcke, die zu 11 freistehenden Bögen gestapelt sind                                           | Jeder Bogen ist 7 m lang und jeder Block 1,4 m² groß             | Andy Goldsworthy    |
| 26 | 2013       | A Fold in the Field                             | Erdmaterial | 105.000 m³ Erdaufschüttung auf ca. 30.000 m²                     | Maya Lin            |
| 27 | 2012       | 88.5° ARC x 8                                   | 8 Bögen Cortenstahl                                                                                                   | 0,75 m × 0,75 m × 27 m                                           | Bernar Venet        |
| 28 | 2011/ 2012 | Giraffe                                         | Gewelltes Eisen und Stahl                                                                                             | 3 m × 1 m × 6 m                                                  | Jeff Thomson        |
| 29 | 2017       | Jacob’s Ladder                                  | 480 Längen aus Vierkantstahl                                                                                          | 8 m × 34 m                                                       | Gerry Judah         |

Quellen: Gibbs Farm

## Besuchsmöglichkeiten
Der Skulpturenpark kann einmal monatlich nach vorheriger Anmeldung für Künstler, Bildungseinrichtungen, Wohltätigkeitsorganisationen und für die Öffentlichkeit geöffnet werden. Der Besuch ist kostenlos.

## Fotogalerie

Skulpturen auf Gibbs Farm
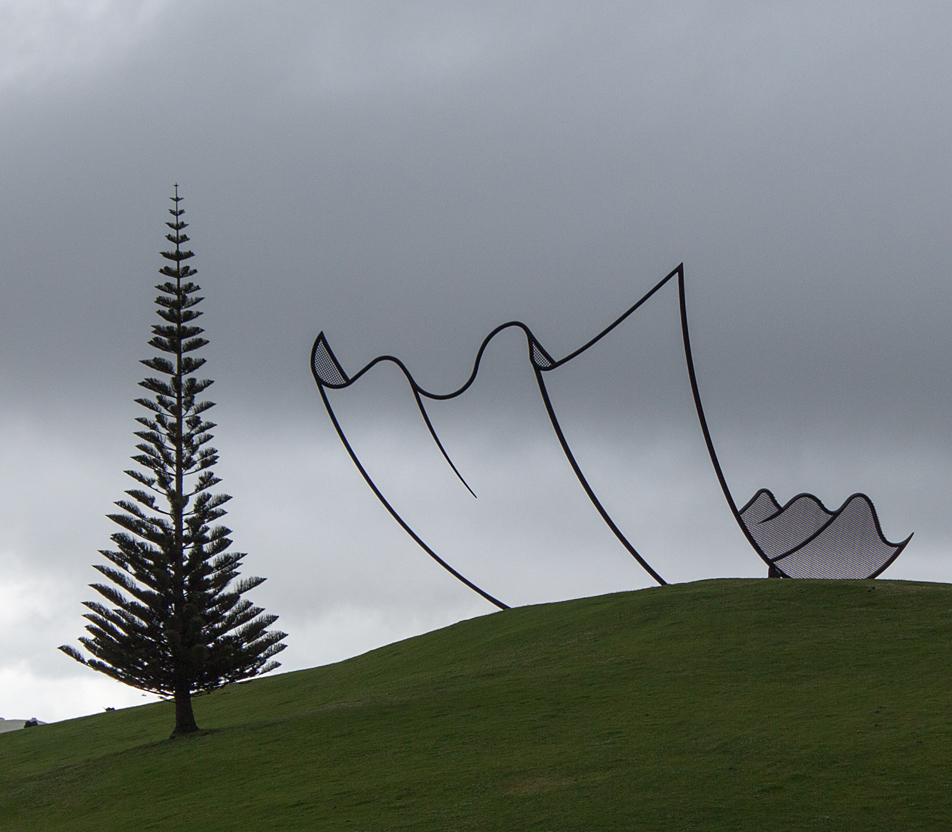
Horizons von Neil Dawson
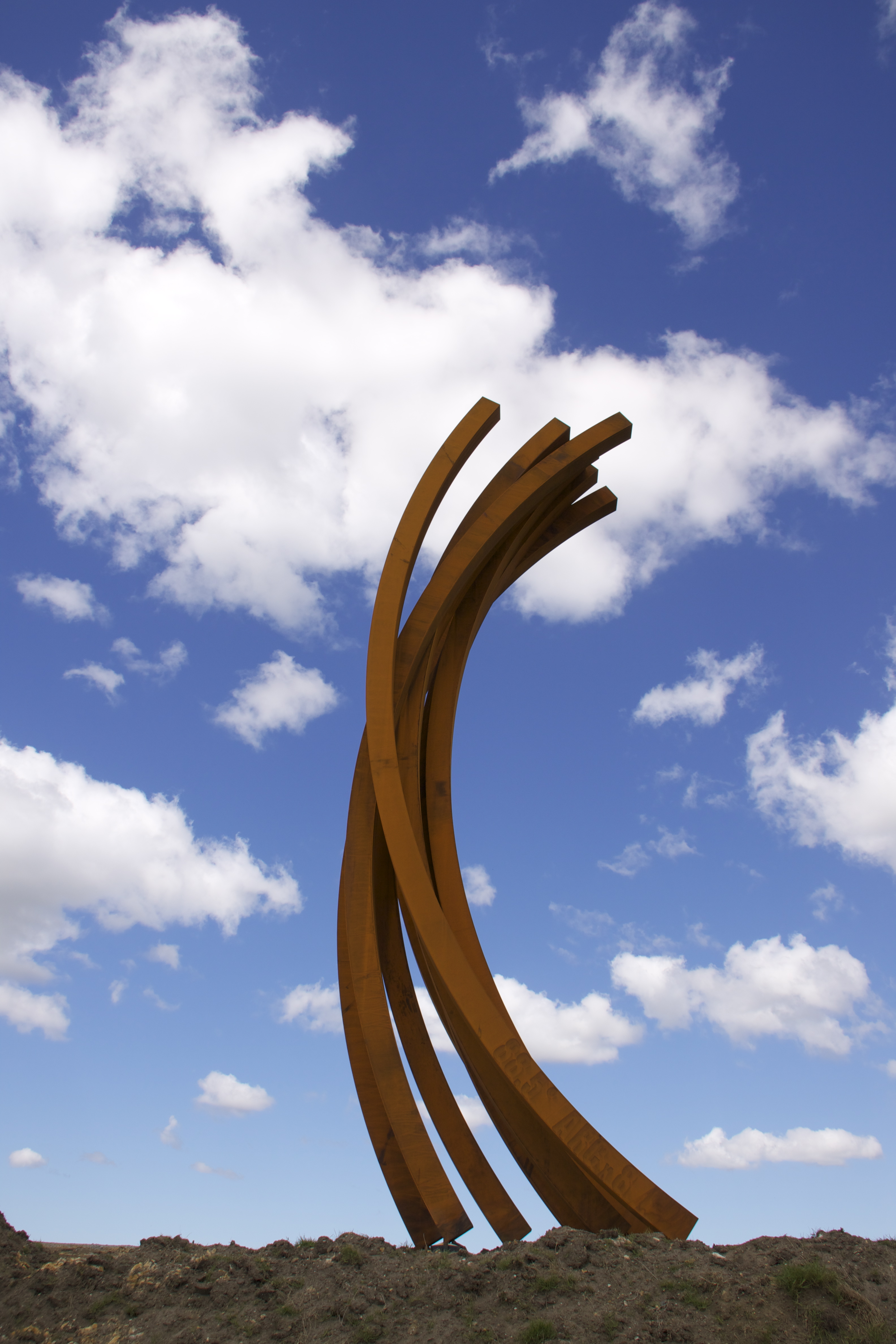
88.5° ARC x 8 von Bernar Venet
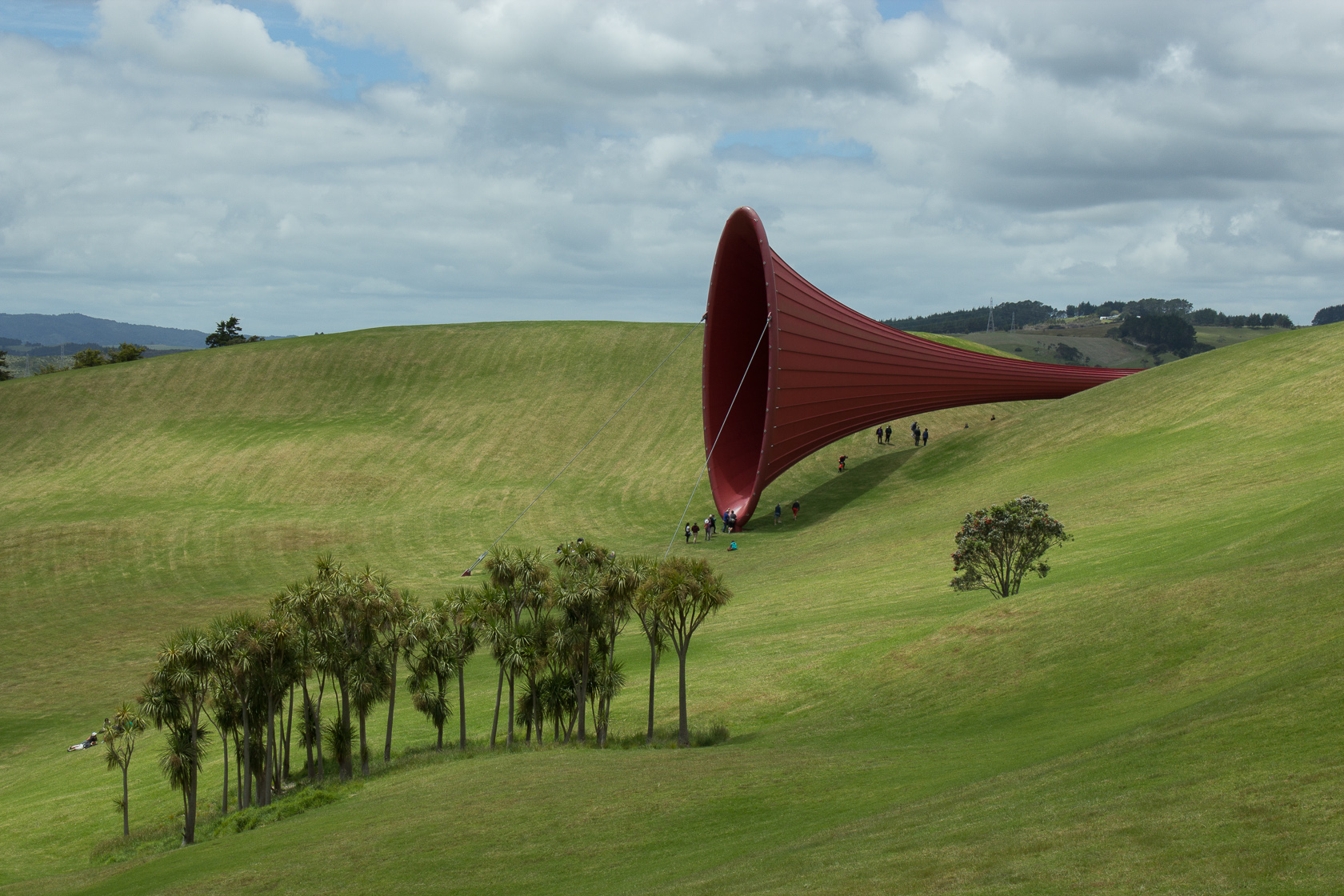
Dismemberment, Site 1 von Anish Kapoor
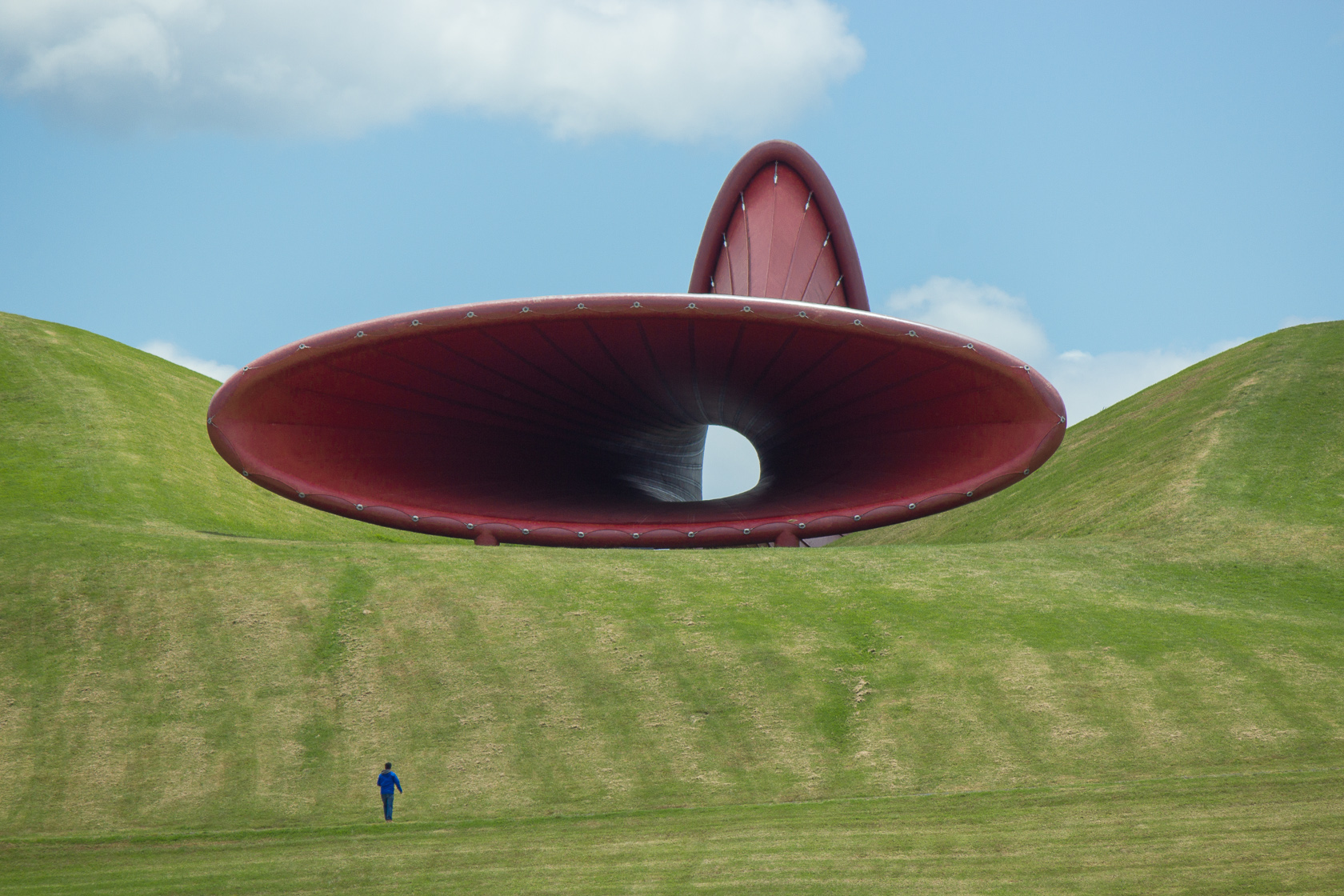
Dismemberment, Site 1 von Anish Kapoor
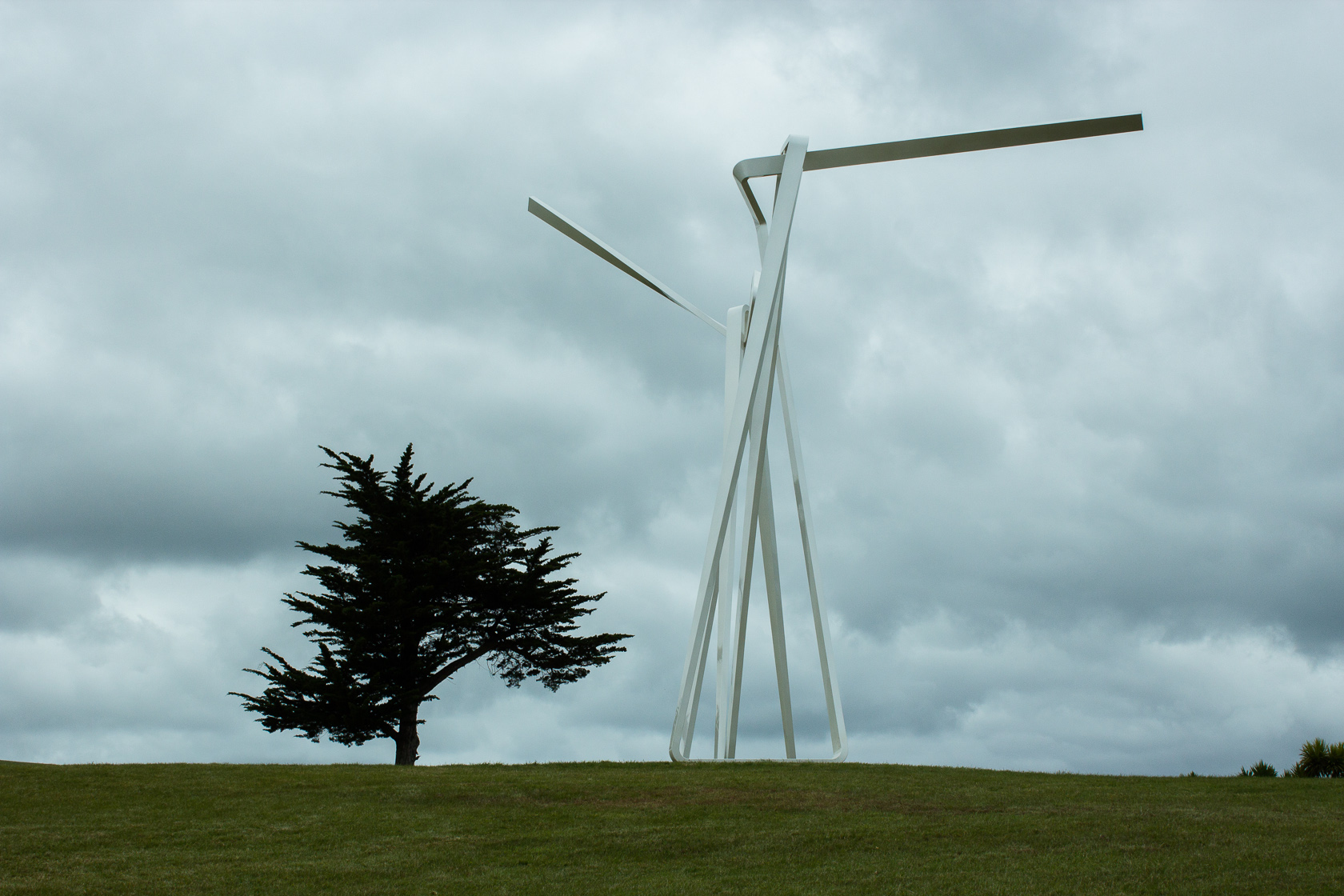
Tango Dancers von Marijke de Goey
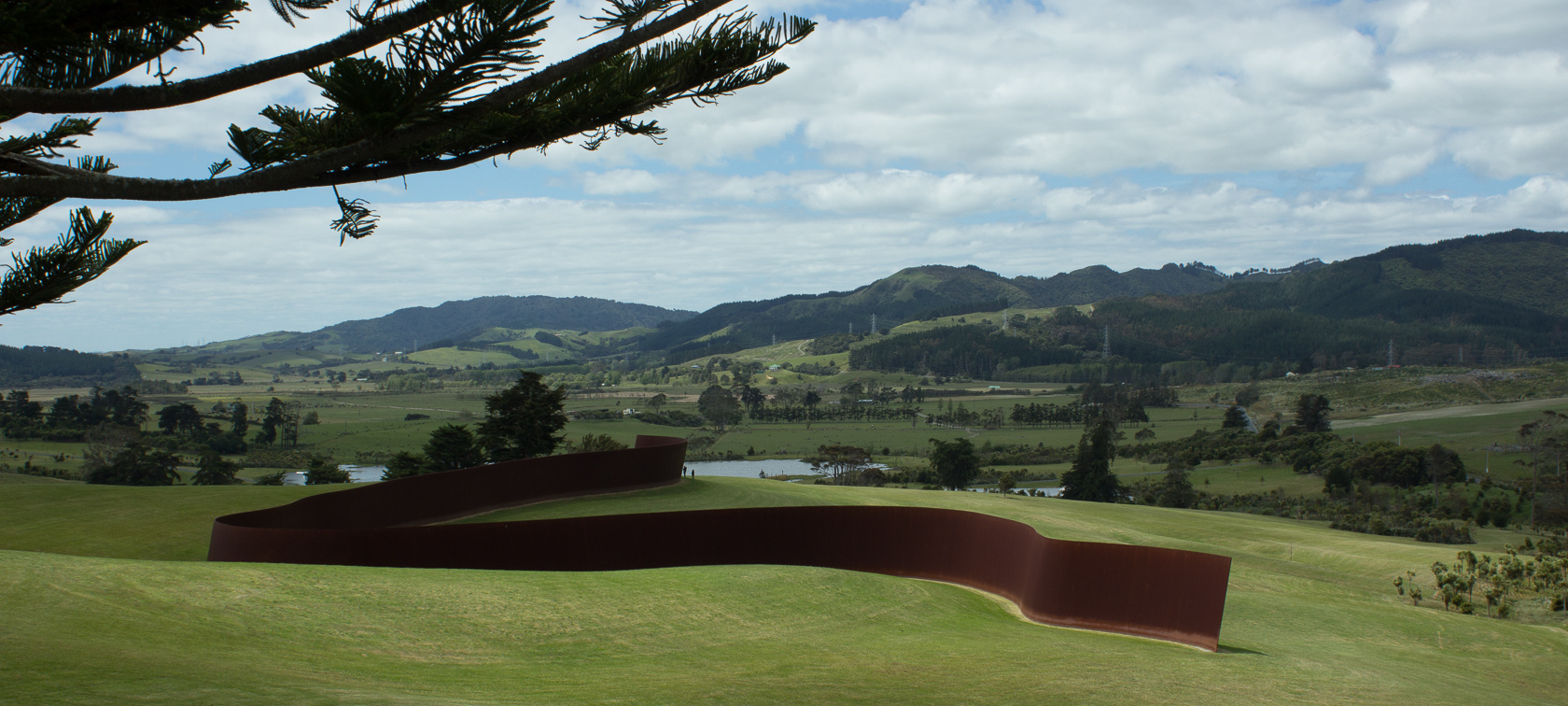
Te Tuhirangi Contour von Richard Serra
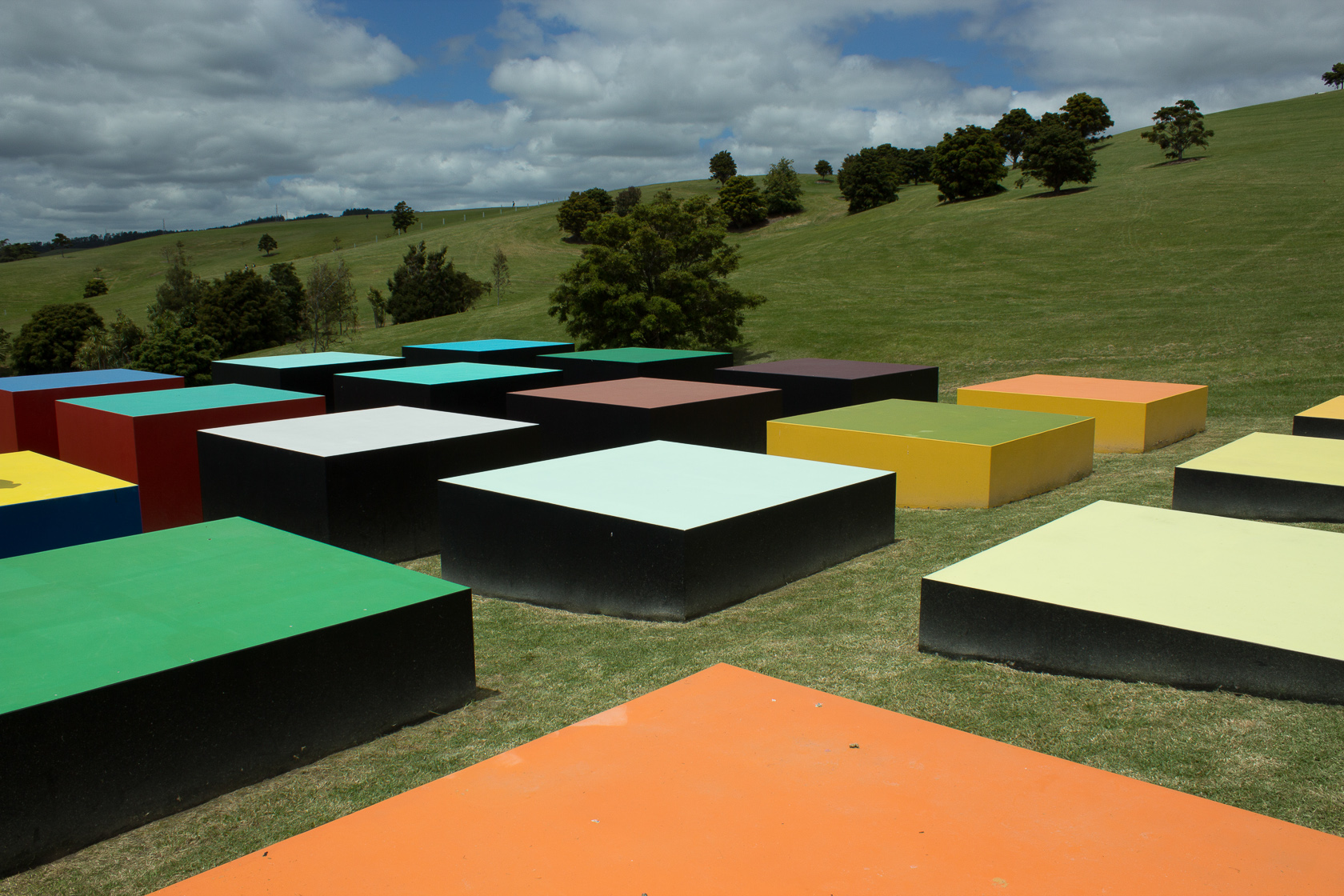
Red Cloud Confrontation in Landscape von Leon van den Eijkel
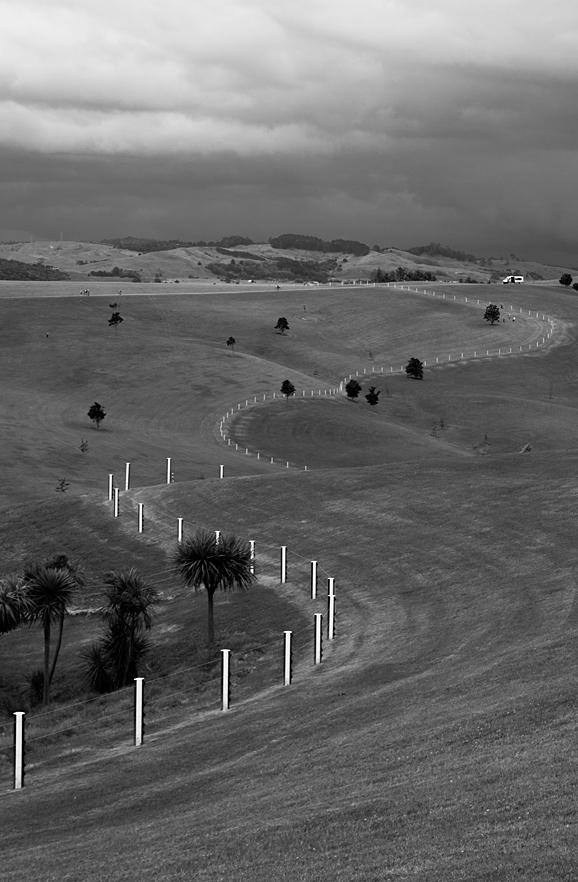
Green and White Fence von Daniel Buren
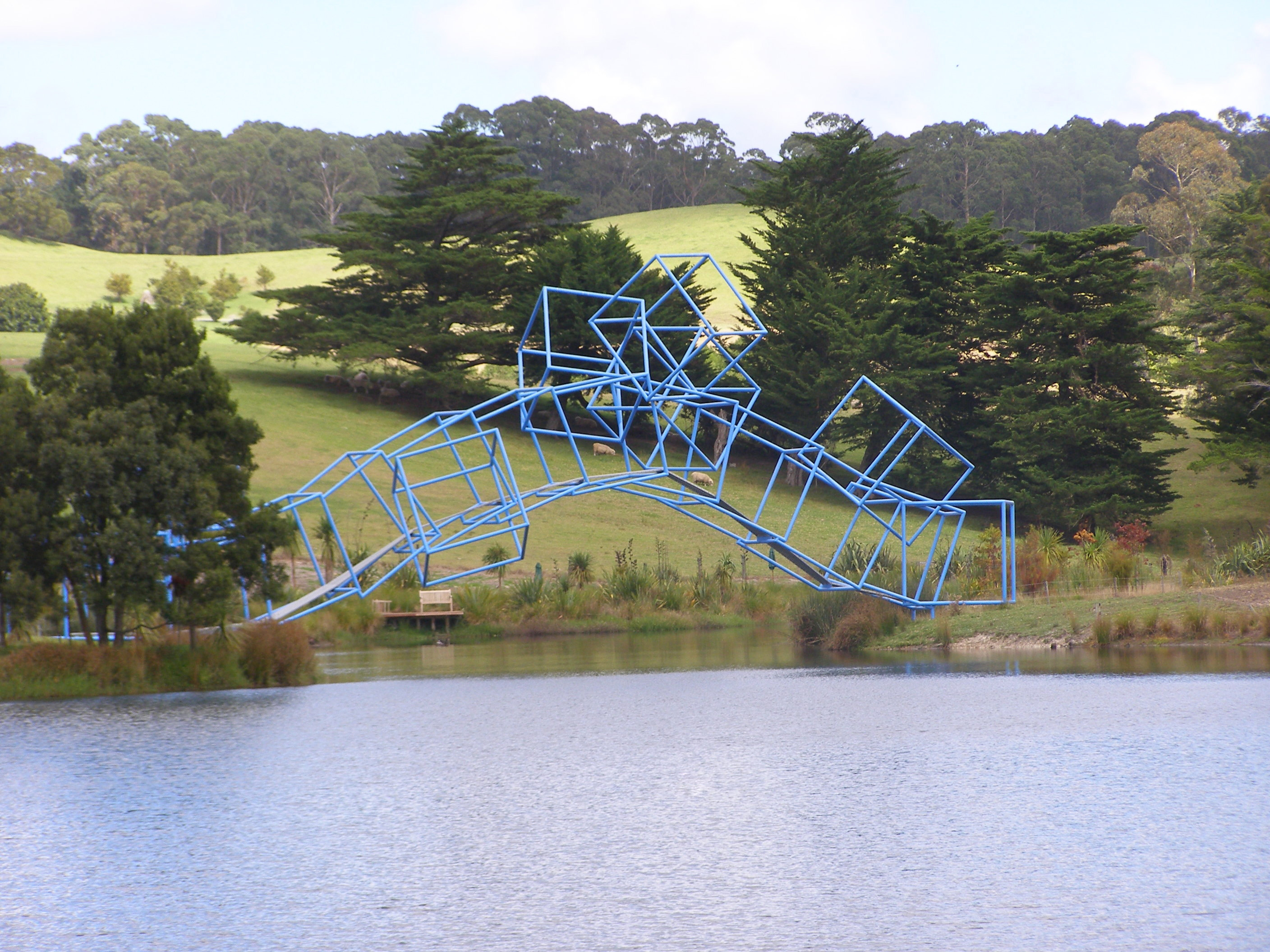
The Mermaid von Marijke de Goey